# Omar Abdullah
Omar Abdullah, född 10 mars 1970 i Rochford i Storbritannien, är en indisk politiker och tidigare minister i Indiens regering. Han är son till Farooq Abdullah.
1999 utsågs han till biträdande handels- och industriminister. 2001 blev han biträdande utrikesminister. Abdullah har ekonomexamen. Den 5 januari 2009 efterträdde han Ghulam Nabi Azad som regeringschef (Chief Minister) i Jammu och Kashmir. Som 38-årig blev han delstatens yngsta regeringschef.